# إيورثون
إيورثون هنريكه دي سوزا، من مواليد 10 يونيو 1981 في ساو باولو في البرازيل، لاعب كرة قدم برازيلي.
بدأ مسيرته الكروية مع نادي كورنثيانز في عام 1999، ولعب معهم حتى عام 2001، وشارك معهم في 13 مباراة وسجل 3 أهداف، وفي عام 2001 انتقل إلى نادي بروسيا دورتموند الألماني، ولعب معهم حتى عام 2005، وشارك معهم في 156 مباراة وسجل 59 هدف، وفي عام 2005 انتقل إلى نادي ريال سرقسطة الإسباني الذي اعاره إلى شتوتغارت الألماني في بداية موسم 2007-2008.
و قد لعب مع منتخب البرازيل لكرة القدم.

## وصلات خارجية
- إيورثون على موقع الاتحاد الدولي (مؤرشف)  (الإنجليزية)
- إيورثون على موقع قاعدة بيانات كرة القدم.إي يو (الإنجليزية)
- إيورثون على موقع بيانات كرة القدم. دي إي (الألمانية)
- إيورثون على موقع ليكيب (الفرنسية)
- إيورثون على موقع ناشيونال فوتبول تيمز (الإنجليزية)
- إيورثون على موقع Soccerway.com (الإنجليزية)
- إيورثون على موقع عالم كرة القدم.نت (الإنجليزية)